# Circunelipse de Steiner

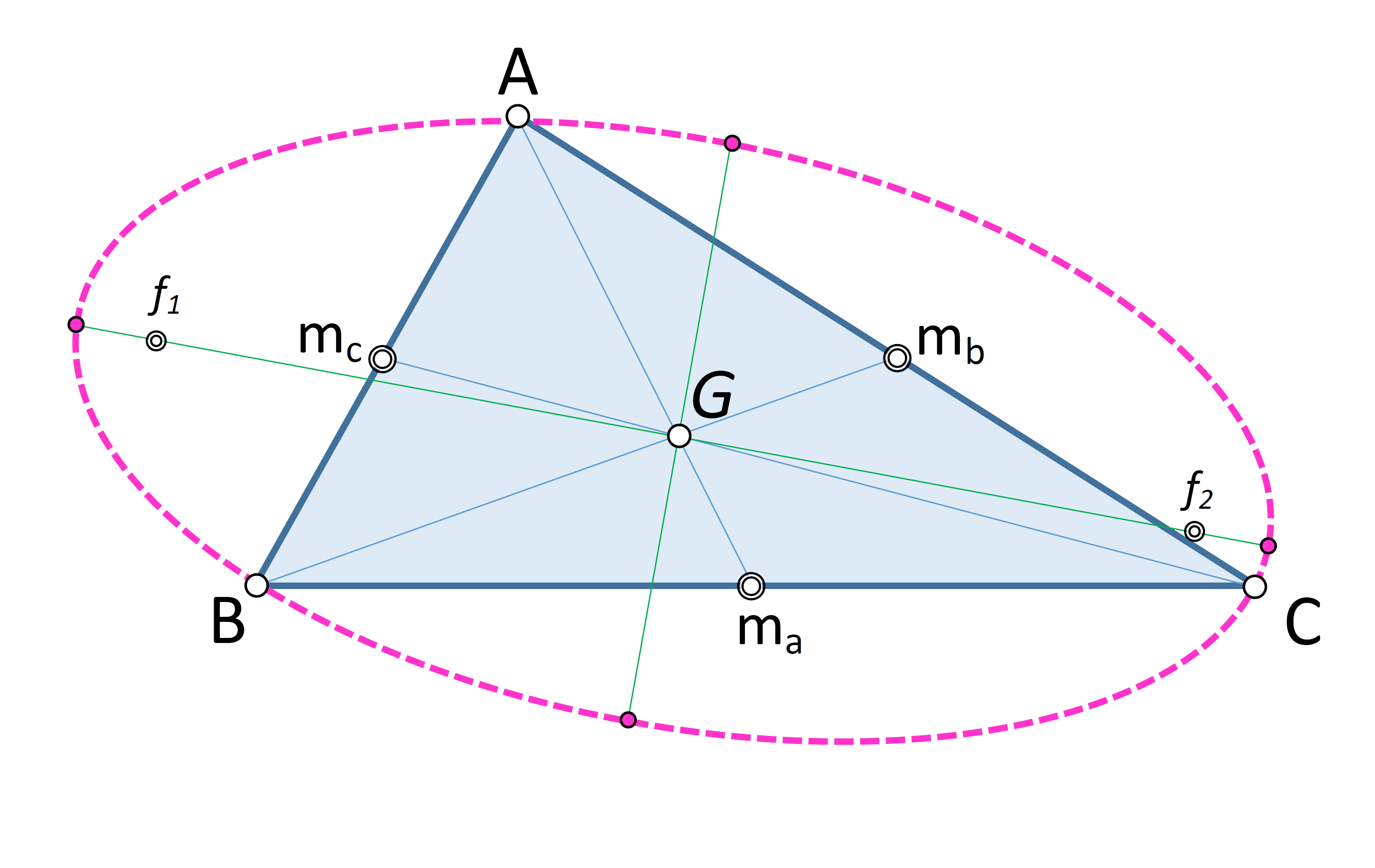
Circunelipse de Steiner de un triángulo ABC, con centro en el centroide G y que pasa por los vértices del triángulo

En geometría, la elipse de Steiner de un triángulo (también llamada circunelipse de Steiner para distinguirla de la inelipse de Steiner), es la única circuncónica (elipse que pasa por los tres vértices de un triángulo) cuyo centro es el centroide del triángulo. Nombrada en referencia a Jakob Steiner, es un ejemplo de circuncónica. En comparación, la circunferencia circunscrita de un triángulo es otra circuncónica que pasa por los tres vértices de un triángulo, pero no está centrada en el centroide del triángulo a menos que el triángulo sea equilátero.
El área de la elipse de Steiner es igual al área del triángulo multiplicada por {\displaystyle {\frac {4\pi }{3{\sqrt {3}}}},} y, por lo tanto, es 4 veces el área de la inelipse de Steiner. La elipse de Steiner tiene la menor área de cualquier elipse circunscrita alrededor del triángulo.

## Ecuación trilineal

La circunelipse de Steiner de un triángulo isósceles. Los tres segmentos dentro del triángulo son sus medianas, cada una bisecando un lado. Se cruzan en el centroide, que también es el centro de la elipse de Steiner

La ecuación de la circunelipse de Steiner en coordenadas trilineales es
{\displaystyle bcyz+cazx+abxy=0}
para las longitudes de los lados a, b, c.

## Ejes y focos
Los semiejes mayor y menor tienen longitudes
{\displaystyle {\frac {1}{3}}{\sqrt {a^{2}+b^{2}+c^{2}\pm 2Z}},}
y distancia focal
{\displaystyle {\frac {2}{3}}{\sqrt {Z}}}
donde
{\displaystyle Z={\sqrt {a^{4}+b^{4}+c^{4}-a^{2}b^{2}-b^{2}c^{2}-c^{2}a^{2}}}.}
Los focos se llaman los puntos de Bickart del triángulo.

## Coordenadas cartesianas
Dado un triángulo con vértices
{\displaystyle p_{1}={\begin{bmatrix}x_{1}\\y_{1}\end{bmatrix}},p_{2}={\begin{bmatrix}x_{2}\\y_{2}\end{bmatrix}},p_{3}={\begin{bmatrix}x_{3}\\y_{3}\end{bmatrix}}},
el problema lineal
{\displaystyle {\begin{bmatrix}(x_{1}-x_{2})^{2}&2(x_{1}-x_{2})\cdot (y_{1}-y_{2})&(y_{1}-y_{2})^{2}\\(x_{1}-x_{3})^{2}&2(x_{1}-x_{3})\cdot (y_{1}-y_{3})&(y_{1}-y_{3})^{2}\\(x_{2}-x_{3})^{2}&2(x_{2}-x_{3})\cdot (y_{2}-y_{3})&(y_{2}-y_{3})^{2}\end{bmatrix}}{\begin{bmatrix}s_{xx}\\s_{xy}\\s_{yy}\end{bmatrix}}={\begin{bmatrix}1\\1\\1\end{bmatrix}}},
puede ser resuelto, y los autovalores solución de la forma matricial 
{\displaystyle {\underline {\underline {S}}}={\begin{bmatrix}s_{xx}&s_{xy}\\s_{xy}&s_{yy}\end{bmatrix}}}
son 3 veces las longitudes inversas al cuadrado del semieje mayor y del semieje menor; los vectores propios correspondientes se relacionan con la orientación.[cita requerida] Este enfoque se generaliza a dimensiones más altas.

## Construcción gráfica
La circunelipse de Steiner de un triángulo dado puede determinarse gráficamente mediante una homología afín con un triángulo equilátero. El procedimiento se describe en el artículo dedicado a la inelipse de Steiner.